# 아베 마사사다
아베 마사사다(일본어: 阿部正定, 1823년 11월 28일 ~ 1848년 11월 15일)는 일본 에도 시대의 다이묘로, 시라카와번의 5대 번주이다. 어릴적 이름은 세이치로(誠一郎)이며, 관위는 서임받지 못하였다.
시라카와 번 아베 가문의 분가로 3천 석의 하타모토인 아베 쇼조의 맏아들로 태어났다. 1848년 음력 5월 10일, 시라카와 번의 4대 번주 아베 마사카타가 은거하자 양자로서 번주직을 계승하였다. 그러나 그 해 음력 10월 20일에 26세의 나이로 사망하고 말았다. 아베 마사히사가 양자가 되어 그 뒤를 이었다.
| 전임 아베 마사카타 | 제5대 시라카와번 번주 (아베 가문) 1848년 | 후임 아베 마사히사 |